# Campionati del mondo di atletica leggera 2011 - Marcia 20 km maschile
La marcia 20 km ai campionati del mondo di atletica leggera 2011 si è tenuta il 28 agosto con partenza alle 9:00.

## Risultati
| Pos | Atleta                     | Nazione       | Tempo    | Note                                     |
| --- | -------------------------- | ------------- | -------- | ---------------------------------------- |
| 1   | Luis Fernando López        | Colombia      | 1h20'38" | Miglior prestazione personale stagionale |
| 2   | Wang Zhen                  | Cina          | 1h20'54" |                                          |
| 3   | Kim Hyun-sub               | Corea del Sud | 1h21'17" |                                          |
| 4   | Yūsuke Suzuki              | Giappone      | 1h21'39" |                                          |
| 5   | Alex Schwazer              | Italia        | 1h21'50" | Miglior prestazione personale stagionale |
| 6   | Erick Barrondo             | Guatemala     | 1h22'08" |                                          |
| 7   | Chu Yafei                  | Cina          | 1h22'10" |                                          |
| 8   | Wang Hao                   | Cina          | 1h22'49" |                                          |
| 9   | Matej Tóth                 | Slovacchia    | 1h22'55" |                                          |
| 10  | Éder Sánchez               | Messico       | 1h23'05" |                                          |
| 11  | João Vieira                | Portogallo    | 1h23'26" |                                          |
| 12  | Miguel Ángel López         | Spagna        | 1h23'41" |                                          |
| 13  | Anton Kučmín               | Slovacchia    | 1h23'57" |                                          |
| 14  | James Rendón               | Colombia      | 1h24'08" | Miglior prestazione personale stagionale |
| 15  | Horacio Nava               | Messico       | 1h24'15" |                                          |
| 16  | Christopher Linke          | Germania      | 1h24'17" |                                          |
| 17  | Caio Bonfim                | Brasile       | 1h24'29" |                                          |
| 18  | Trevor Barron              | Stati Uniti   | 1h24'33" |                                          |
| 19  | Rafał Augustyn             | Polonia       | 1h24'47" |                                          |
| 20  | Byun Young-joon            | Corea del Sud | 1h24'48" |                                          |
| 21  | Hassanine Sebei            | Tunisia       | 1h25'17" |                                          |
| 22  | Jared Tallent              | Australia     | 1h25'25" |                                          |
| 23  | Nazar Kovalenko            | Ucraina       | 1h25'50" |                                          |
| 24  | Gurmeet Singh              | India         | 1h26'34" |                                          |
| 25  | Babubhai Panucha           | India         | 1h26'53" |                                          |
| 26  | David Kimutai              | Kenya         | 1h27'20" | Miglior prestazione personale stagionale |
| 27  | Yerko Araya                | Cile          | 1h27'47" |                                          |
| 28  | Hédi Teraoui               | Tunisia       | 1h29'48" |                                          |
| 29  | Diego Flores               | Messico       | 1h30'00" |                                          |
| 30  | Juan Manuel Cano           | Argentina     | 1h30'00" |                                          |
| 31  | Emerson Hernández          | El Salvador   | 1h30'48" | Miglior prestazione personale stagionale |
| 32  | Ronald Quispe              | Bolivia       | 1h32'09" | Miglior prestazione personale            |
|     | Francisco Javier Fernández | Spagna        | dq       |                                          |
|     | Ato Ibáñez                 | Svezia        | dq       |                                          |
|     | Gustavo Restrepo           | Colombia      | dq       |                                          |
|     | Giorgio Rubino             | Italia        | dq       |                                          |
|     | Moacir Zimmermann          | Brasile       | dq       |                                          |
|     | Mauricio Arteaga           | Ecuador       | dnf      |                                          |
|     | Park Chil-sung             | Corea del Sud | dnf      |                                          |
|     | Adam Rutter                | Australia     | dnf      |                                          |
|     | Valerij Borčin             | Russia        | dq       | 1h19'56"                                 |
|     | Vladimir Kanajkin          | Russia        | dq       | 1h20'27"                                 |
|     | Stanislav Emel'janov       | Russia        | dq       | 1h21'11"                                 |
|     | Ruslan Dmytrenko           | Ucraina       | dq       | 1h21'31"                                 |
|     | Sergej Morozov             | Russia        | dq       | 1h22'37"                                 |
|     | Recep Çelik                | Turchia       | dq       | 1h25'39"                                 |